# Гуажара-Мирин (микрорегион)

Гуажара-Мирин на карте.

Гуажара-Мирин (порт. Microrregião de Guajará-Mirim) — микрорегион в Бразилии, входит в штат Рондония. Составная часть мезорегиона Мадейра-Гуапоре. Население составляет 71 369 человек (на 2010 год). Площадь — 40 802,668 км². Плотность населения — 1,75 чел./км².

## Демография
Согласно сведениям, собранным в ходе переписи 2010 г. Национальным институтом географии и статистики (IBGE), население микрорегиона составляет:
| Полное население                             | Полное население                             | Полное население                             | Полное население                             | 71 369 |
| -------------------------------------------- | -------------------------------------------- | -------------------------------------------- | -------------------------------------------- | ------ |
| в том числе:                                 | Городское население                          | 50 931                                       | Процент городского населения, %              | 71,36  |
|                                              | Сельское население                           | 20 438                                       | Процент сельского населения, %               | 28,64  |
|                                              | Мужское население                            | 36 564                                       | Процент мужского населения, %                | 51,23  |
|                                              | Женское население                            | 34 805                                       | Процент женского населения, %                | 48,77  |
| Плотность населения, чел/км²                 | Плотность населения, чел/км²                 | Плотность населения, чел/км²                 | Плотность населения, чел/км²                 | 1,75   |
| Население микрорегиона в % к населению штата | Население микрорегиона в % к населению штата | Население микрорегиона в % к населению штата | Население микрорегиона в % к населению штата | 4,57   |

## Состав микрорегиона
В составе микрорегиона включены следующие муниципалитеты:
1. Гуажара-Мирин
2. Коста-Маркис
3. Сан-Франсиску-ду-Гуапоре